# Emanuele Pessagno (1929)
Emanuele Pessagno – włoski niszczyciel z okresu międzywojennego i II wojny światowej, należący do wielkich niszczycieli (liderów) typu Navigatori. Nosił znak burtowy: PS. Walczył podczas wojny na Morzu Śródziemnym. Został zatopiony 29 maja 1942 roku przez brytyjski okręt podwodny HMS „Turbulent”.
Uzbrojenie główne stanowiło 6 armat kalibru 120 mm i 6 wyrzutni torped. Wyporność standardowa wynosiła początkowo 1900 ton, a ostatecznie 2125 ton. Napęd stanowiły turbiny parowe.

## Budowa
„Emanuele Pessagno” należał do dwunastu włoskich wielkich niszczycieli typu Navigatori, nazwanego tak z powodu noszenia przez okręty imion włoskich żeglarzy. Zostały one zaprojektowane jako okręty o silnym uzbrojeniu artyleryjskim i wysokiej prędkości, aby przeciwstawić się wielkim niszczycielom francuskim. Zamówienie zostało złożone w 1926 roku. „Emanuele Pessagno” był zbudowany w stoczni Cantieri Navali  Riuniti (CNR) w Ankonie, razem z niszczycielem „Nicoloso da Recco”. Wszystkie okręty zostały wciągnięte na listę floty dekretem królewskim z 23 czerwca 1927 roku, klasyfikowane wówczas jako niszczyciele, a 19 lipca 1929 roku przeklasyfikowano je na „zwiadowców” (wł. esploratori). We wrześniu 1938 okręty typu Navigatori przeklasyfikowano oficjalnie z powrotem na niszczyciele.
Stępkę pod budowę „Emanuele Pessagno” położono 9 października 1927 roku. Otrzymał imię na cześć XV/XVI-wiecznego genueńskiego żeglarza Emanuele Pessagno, badacza Oceanu Indyjskiego. Wodowano go 12 sierpnia 1929 roku, a do służby wcielono 10 marca 1930 roku. Po ponownym przeklasyfikowaniu na niszczyciel otrzymał znak burtowy: PS, od skrótu nazwy.

## Opis konstrukcji

### Skrócony opis ogólny

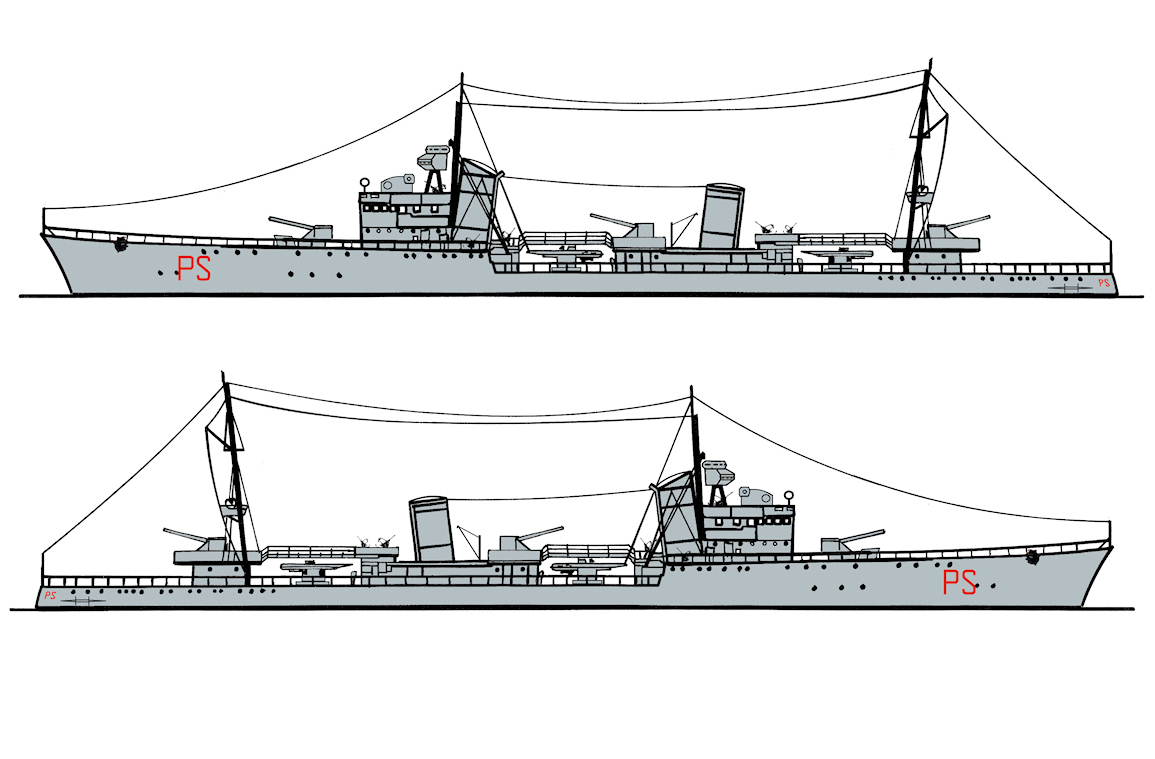
Sylwetka okrętu po modernizacji

Niszczyciele typu Navigatori miały stalowy kadłub z podwyższonym pokładem dziobowym. Sylwetka okrętów wyróżniała się dwoma szeroko rozstawionymi pochylonymi kominami, na skutek zastosowania naprzemiennego układu przedziałów siłowni, w celu zwiększenia odporności na uszkodzenia. Wyporność standardowa pierwotnie wynosiła 1900 ton, a pełna 2599 ton. Długość całkowita pierwotnie wynosiła 107,28 m, szerokość 10,2 m, a zanurzenie 4,35 m przy wyporności pełnej. W 1940 roku okręt został poddany modernizacji (drugiej) w celu polepszenia stateczności, jak większość niszczycieli tego typu. Wyporność standardowa okrętów po modernizacji wynosiła 2125 ton, a pełna 2880 ton. Długość kadłuba wzrosła do 108,9 m, a szerokość do 11,2 m.
Załoga etatowo składała się początkowo ze 173 osób, w tym 9 oficerów, a do początku II wojny światowej wzrosła do 224 osób, w tym 12 oficerów.
„Emanuele Pessagno” był napędzany przez dwa zespoły turbin parowych z przekładniami, poruszające dwie trzyłopatowe śruby o średnicy 3,56 m. Podobnie jak drugi okręt budowy stoczni CNR został wyposażony w turbiny akcyjno-reakcyjne Tosi oraz cztery kotły wodnorurkowe Odero, o ciśnieniu roboczym 22 atmosfer. Moc projektowa wynosiła 55 000 KM. Projektowa prędkość maksymalna wynosiła 38 węzłów. Typowo okręty tego typu rozwijały podczas służby prędkość 33–36 węzłów. Po drugiej modernizacji prędkość okrętów spadła natomiast do 28 węzłów przy pełnej wyporności.
Zapas paliwa po pierwszej modernizacji został ograniczony do 460 ton. Po drugiej modernizacji zwiększono normalny zapas do 560 ton, a pełny do 680 ton. Zasięg po modernizacji wzrósł do 5000 mil przy prędkości 18 węzłów lub 1200 mil przy 28 węzłach.

### Uzbrojenie i jego zmiany
Główną artylerię stanowiło sześć armat kalibru 120 mm Ansaldo model 1926 o długości lufy 50 kalibrów (L/50) umieszczonych na trzech dwudziałowych podstawach. Podwójne stanowiska dział z maskami ochronnymi umieszczone były: na pokładzie dziobowym i na niskich nadbudówkach przed drugim kominem i na rufie. Kąt podniesienia lufy wynosił od -10° do +45° i umożliwiał też strzelanie amunicją rozpryskową do nisko lecących samolotów. Działa strzelały pociskami o masie 23,15 kg z prędkością początkową 920 m/s na odległość do 19 600 m. Amunicja była łuskowa rozdzielnego ładowania. Szybkostrzelność wynosiła do 6–7 strzałów/min, lecz na dłuższą metę była ograniczona do czterech salw przez możliwości systemu podawania amunicji. Zapas amunicji wynosił etatowo 1200 pocisków bojowych (408 przeciwpancernych, 672 burzące i 120 zapalających) oraz 100 oświetlających – przy czym można było zabrać do komór 250 pocisków więcej.
Uzbrojenie przeciwlotnicze początkowo stanowiły dwa działka automatyczne kalibru 40 mm Vickers-Terni model 1917 o długości lufy L/39, umieszczone na burtach na tylnych końcach pokładu dziobowego. Ich zapas amunicji wynosił 3000 nabojów. Uzupełniały je dwa podwójnie sprzężone karabiny maszynowe kalibru 13,2 mm Breda na mostku. W latach 1933–34 montowano dwa dalsze podwójnie sprzężone km-y na platformie za drugim kominem. Dla karabinów maszynowych przewidywano początkowo 3000 nabojów. Pod koniec 1941 roku na wszystkich ocalałych okrętach, w tym „Emanuele Pessagno” zamieniono działka kalibru 40 mm i karabiny maszynowe na siedem działek automatycznych 20 mm Breda z 2400 nabojów na lufę.
Uzbrojenie torpedowe stanowiło sześć wyrzutni torpedowych kalibru 533 mm w dwóch potrójnych aparatach torpedowych. Z uwagi jednak na ograniczoną dostępność torped kalibru 533 mm, w środkowych wyrzutniach stosowano wkładki do torped kalibru 450 mm i etatowy zapas obejmował początkowo cztery torpedy kalibru 533 mm i dwie kalibru 450 mm. Już w latach 1932–33 środkowe wyrzutnie zostały jednak zdemontowane, pozostawiając cztery wyrzutnie torped. Na „Emanuele Pessagno” aparaty torpedowe zamieniono w 1940 roku powtórnie na trzyrurowe typu SI 1929 P/3×533,4 kalibru 533 mm, w układzie „piramidki” z podwyższoną środkową wyrzutnią.
Okręty początkowo przenosiły po 14 bomb głębinowych na dwóch zrzutniach na rufie, w tym cztery duże bomby o masie 100 kg i 10 małych o masie 50 kg. Podczas II wojny światowej stosowano także niemieckie bomby głębinowe oraz montowano na okrętach tego typu dwa lub cztery miotacze bomb głębinowych i  zwiększano ich zapas. W 1931 roku okręty otrzymały holowane torpedy przeciw okrętom podwodnym Ginocchio model 1927/46T, wodowane za pomocą żurawika w części rufowej. „Emanuele Pessagno” jak większość okrętów typu był wyposażony w tory minowe na pokładzie, na których można było zabierać do 56 min kotwicznych. W 1941 roku tory minowe wydłużono i można było zabierać od 86 do 104 min zależnie od typu.

### Wyposażenie
Po pierwszej modernizacji w 1931 roku „Emanuele Pessagno” na dachu nadbudówki dziobowej miał standardowy dla okrętów tego typu dalocelownik z dwoma dalmierzami optycznymi o bazie 3 m. Na platformie przed masztem znajdował się inklinometr służący do oceny kąta kursowego celu. Trzeci 3-metrowy dalmierz, rezerwowy dla artylerii oraz służący do strzelań torpedowych, był w zakrytej wieży na platformie nadbudówki za kominem rufowym. Dane były przetwarzane w centrali artyleryjskiej w dolnej kondygnacji nadbudówki, wyposażonej w przelicznik artyleryjski.
Okręty miały dwa reflektory na skrzydłach mostka. W skład wyposażenia wchodziła aparatura do stawiania zasłony dymnej (czarnej albo białej) montowana w kominach. W 1940 roku okręty wyposażono w trały kontaktowe na rufie, o szerokości trałowania 200 m.
„Emanuele Pessagno” nie był wyposażony w stacją hydrolokacyjną ani radar.

## Służba

### Okres międzywojenny
Okręt wcielono do służby w Regia Marina 10 marca 1930 roku. Już między 1 maja a 23 września 1930 roku przeprowadzono modernizację okrętu w La Spezia, polegającą przede wszystkim na obniżeniu nadbudówki i zmniejszeniu zapasu paliwa dla polepszenia stateczności. Od grudnia 1930 do marca 1931 roku „Emanuele Pessagno” wchodził w skład grupy niszczycieli zabezpieczających trasę grupowego przelotu transatlantyckiego 12 wodnosamolotów gen. Italo Balbo. Między wrześniem a grudniem 1932 roku wraz z bliźniaczym „Alvise da Mosto” odbył rejs do portów Ameryki Południowej. W 1935 roku został przydzielony do dowódcy dywizjonu okrętów podwodnych. Podczas hiszpańskiej wojny domowej pełnił służbę na wodach Hiszpanii, udzielając wsparcia stronie nacjonalistów. 